# VR SüdBank
Die VR SüdBank eG ist eine Genossenschaftsbank mit Sitz in der bayerischen Kreisstadt Lindau (Bodensee) im Landkreis Lindau (Bodensee). Die Bank entstand im Jahr 2024 aus der Fusion der Raiffeisenbank Westallgäu eG mit der Bayerischen Bodenseebank - Raiffeisen - eG.

## Geschichte
Die Raiffeisenbank Westallgäu eG fusionierte letztmals im Jahr 2004 mit der Raiffeisenbank Heimenkirch-Ellhofen eG mit dem Sitz in Heimenkirch. Zuvor fanden bereits folgende Fusionen statt:
- 1996 - Fusion der Raiffeisenbank Argental eG mit dem Sitz in Gestratz mit der Raiffeisenbank Westallgäu eG mit dem Sitz in Weiler-Simmerberg und Sitzverlegung nach Gestratz
- 1994 - Fusion der Raiffeisenbank Argental eG mit der Raiffeisenbank Stiefenhofen eG mit dem Sitz in Stiefenhofen
- 1977 - Fusion der Raiffeisenbank Gestratz-Maierhöfen-Grünenbach eG mit dem Sitz in Gestratz mit der Raiffeisenbank Röthenbach (Allgäu) eG mit dem Sitz in Röthenbach (Allgäu) zur Raiffeisenbank Argental eG
- 1971 - Fusion der Raiffeisenbank Oberreute eGmbH mit dem Sitz in Oberreute, der Raiffeisenbank Oberstaufen eGmbH mit dem Sitz in Oberstaufen und der Raiffeisenbank Weiler (Allgäu) eGmbH mit dem Sitz in Weiler im Allgäu zur Raiffeisenbank Westallgäu eGmbH
- 1971 - Fusion der Raiffeisenbank Gestratz eGmbH mit der Raiffeisenbank Maierhöfen-Grünenbach eGmbH mit dem Sitz in Maierhöfen zur Raiffeisenbank Gestratz-Maierhöfen-Grünenbach eGmbH
- 1966 - Fusion der Spar- und Darlehnskasse Heimenkirch eGmbH mit der Raiffeisenkasse Ellhofen/Allgäu eGmbH mit dem Sitz in Ellhofen zur Raiffeisenbank Heimenkirch-Ellhofen eGmbH
- 1960 - Fusion der Raiffeisenbank Grünenbach eGmbH mit dem Sitz in Grünenbach mit der Raiffeisenkasse Maierhöfen eGmbH zur Raiffeisenbank Maierhöfen-Grünenbach eGmbH

## Rechtsverhältnisse
Die VR SüdBank eG ist im Genossenschaftsregister beim Amtsgericht Kempten (Allgäu) unter GnR 1057 eingetragen.

## Organisationsstruktur
Rechtsgrundlagen sind das Genossenschaftsgesetz und die durch die Vertreterversammlung beschlossene Satzung. Organe der Bank sind der Vorstand, der Aufsichtsrat und die Vertreterversammlung.

## Sicherungseinrichtung
Die VR SüdBank eG ist der amtlich anerkannten Sicherungseinrichtung des Bundesverbandes der Deutschen Volksbanken und Raiffeisenbanken GmbH und der zusätzlichen freiwilligen Sicherungseinrichtung des Bundesverbandes der Deutschen Volksbanken und Raiffeisenbanken e.V. angeschlossen.

## Geschäftsausrichtung
Die VR SüdBank eG betreibt das Universalbankgeschäft. Im Verbundgeschäft arbeitet sie mit der DZ Bank, R+V Versicherung, Bausparkasse Schwäbisch Hall, Teambank, VR Leasing,  DZ Hyp und der Union Investment zusammen.

## Geschäftsgebiet
Das Geschäftsgebiet der VR SüdBank eG liegt im Norden, Osten und Westen des Landkreises Lindau (Bodensee) und im Westen des Landkreises Oberallgäu.